# Affaire Charles et Christophe Cretello
 (septembre 2014).
Si vous disposez d'ouvrages ou d'articles de référence ou si vous connaissez des sites web de qualité traitant du thème abordé ici, merci de compléter l'article en donnant les références utiles à sa vérifiabilité et en les liant à la section « Notes et références ».
Charles et Christophe Cretello, père et fils, sont des criminels français. Ils sont les derniers à avoir vu vivants Angela et Alain Hay, venus les rencontrer au cours d'un déjeuner dans leur pizzeria de Rosenau afin d'aborder la possibilité de s'associer en affaires, le 2 avril 1996. Quelques heures avant cette visite, les Hay avaient retiré 500 000 francs en liquide. 
Après ce repas, Angela et Alain Hay n'ont plus donné signe de vie. Leurs corps ont été découverts un mois et demi plus tard, dans le coffre de leur voiture, immergée au fond du grand canal d'Alsace. L'argent n'a pas été retrouvé. Entendus par la police, Christophe et Charles Cretello ont avoué, mais livré des versions différentes. Au procès en appel, en juin 2004, devant la cour d'assises de Reims, le père et le fils ont comparu pour enlèvement, escroquerie et assassinats. 
Charles Cretello avait déjà été condamné pour meurtre, en 1980, à vingt ans de réclusion criminelle.
En appel, Charles Cretello a été condamné à la prison à perpétuité assortie d'une peine de 21 ans de sûreté. Christophe Cretello a été condamné à vingt ans de prison ferme. Charles Cretello est décédé le 21 janvier 2017.

## Documentaires télévisés
- « Charles et Christophe Cretello, double détente » le 5 février 2008, 17 mars 2009 et 23 octobre 2012 dans Faites entrer l'accusé présenté par Christophe Hondelatte sur France 2.
- « Affaire Charles et Christophe Cretello, mortel guet-apens » le 31 janvier 2011 dans Enquêtes criminelles : le magazine des faits divers sur W9 rediffusé dans Dossiers criminels sur Numéro 23.
- « Rendez-vous d'affaires mortel » (deuxième reportage) dans « ... dans les villages lorrains » en novembre 2016 dans Crimes sur NRJ 12.

## Articles de presse
- « Pizza et cadavres au dessert » Article de Jean-Pierre Thibaudat publié le 21 juin 2003 dans Libération.
- « L'affaire Cretello : la preuve par les diatomées » Article publié le 22 février 2008 dans Le Figaro.